# Gouvernement Obregón
Cet article présente la composition du gouvernement mexicain sous le président Álvaro Obregón, il est l'ensemble des secrétaires du gouvernement républicain du Mexique. Il est ici présenté dans l'ordre protocolaire. Actuellement les membres du gouvernement exécutif du Mexique ne prennent pas le titre de ministre mais celui de secrétaire.

## Liste des secrétaires
- Secrétaire du Gouvernement du Mexique
  - (1920 - 1923): Plutarco Elías Calles
  - (1923 - 1923): Gilberto Valenzuela
  - (1923 - 1924): Enrique Colunga
  - (1924 - 1924): Romeo Ortega
- Secrétaire des Relations Extérieures du Mexique
  - (1920 - 1921): Cutberto Hidalgo Téllez
  - (1921 - 1923): Alberto J. Pani
  - (1923 - 1924): Aarón Sáenz Garza
- Secrétaire de la Guerre et de la Marine du Mexique
  - (1920 - 1920): Benjamín Hill
  - (1920 - 1922): Enrique Estrada
  - (1922 - 1924): Francisco Serrano
- Secrétaire des Finances et du Crédit Public du Mexique
  - (1920 - 1923): Adolfo de la Huerta
  - (1923 - 1924): Alberto J. Pani
- Secrétaire de l'Éducation Publique du Mexique
  - (1920 - 1924): José Vasconcelos
  - (1924 - 1924): Benardo Gastélum
- Secrétaire de l'Agriculture et de la Promotion du Mexique
  - (1920 - 1924): Antonio I. Villarreal
  - (1924 - 1924): Ramón P. de Negri
- Secrétaire des Communications et des Œuvres Publiques du Mexique
  - (1920 - 1921): Pascual Ortiz Rubio
  - (1921 - 1924): Amado Aguirre
- Secrétaire de l'Industrie et du Commerce
  - (1920 - 1922): Rafael Zubarán Capmay
  - (1922 - 1923): Miguel Alessio Robles
  - (1923 - 1924): Manuel Pérez Treviño
- Procureur général de la République du Mexique
  - (1920 - 1922): Eduardo Neri
  - (1922 - 1924): Eduardo Delhumeau